# Сергеев, Владимир Сергеевич (конструктор)

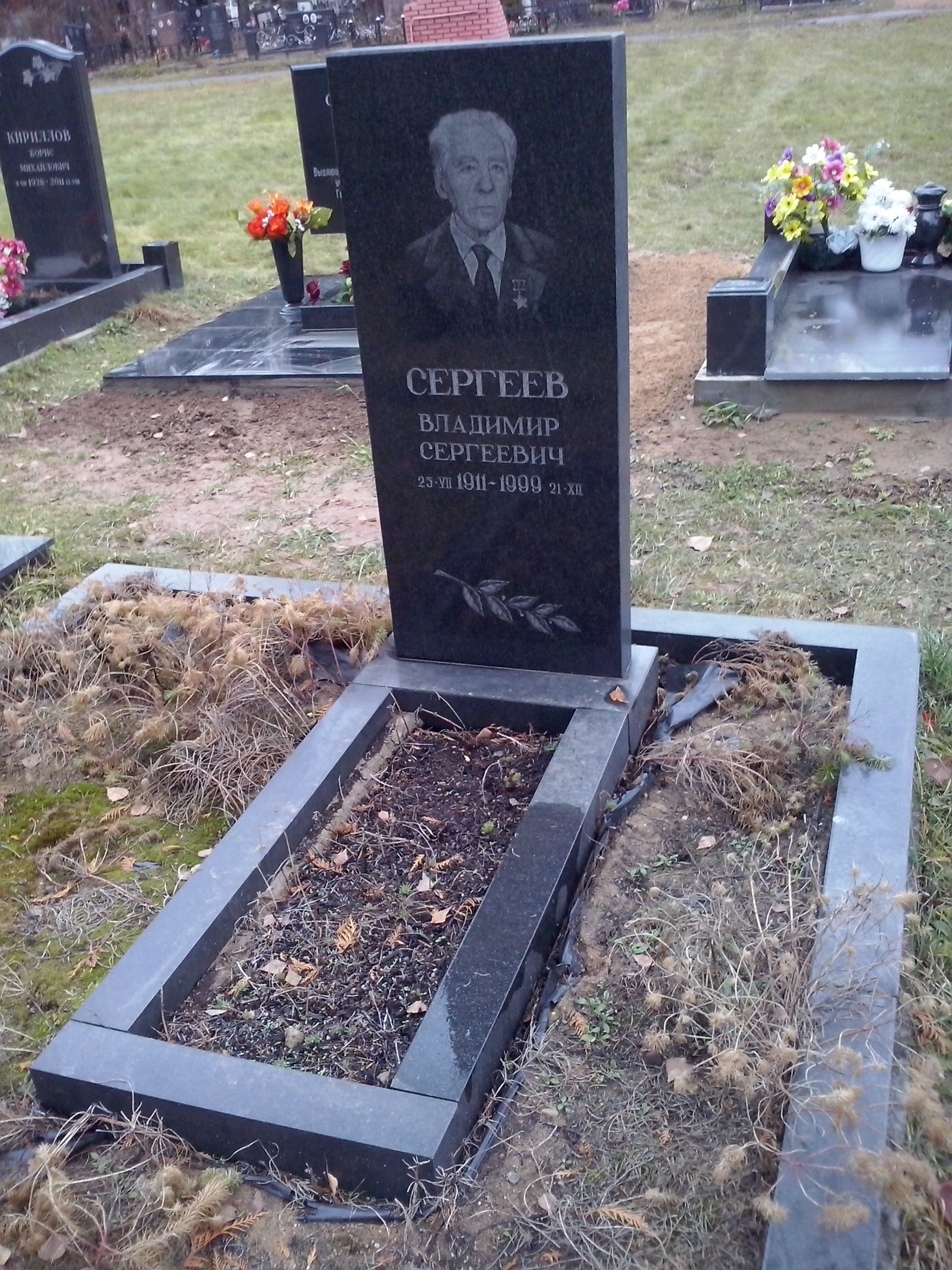
Могила В. С. Сергеева на Зеленоградском кладбище в 2014 г.

Владимир Сергеевич Сергеев (1911—1999) — советский конструктор в области разработки интегральных схем, Герой Социалистического Труда (1971). Лауреат Государственной премии СССР.

## Биография
Владимир Сергеевич Сергеев родился 25 июля 1911 года в Москве. Окончил десять классов школы, после чего работал фрезеровщиком, мастером на заводе «Динамо» в Москве. В 1938 году Сергеев окончил факультет точного приборостроения МВТУ имени Н. Э. Баумана, после чего работал на оборонном предприятии. В годы Великой Отечественной войны находился в эвакуации, работал в качестве начальника цеха, начальника отдела технического контроля, главного технолога своего завода. В 1946—1954 годах занимал должность главного технолога Научно-исследовательского института № 10, в 1954—1963 года — главный инженер производства КБ-1 «Алмаз». Участвовал в разработке радиолокаторов для нужд ВМФ СССР и автопилотов для ракет.
Когда в 1963 году в Зеленограде был создан Научно-исследовательский институт точной технологии (ныне — ОАО «Ангстрем»), Сергеев стал его первым директором. Этот институт стал центром разработки советских интегральных схем и различных технических устройств на их основе. Уже в следующем году была освоена первая в СССР серия интегральных схем «Тропа», активно применявшаяся в космической технике. Позднее сотрудники института разработали также серии интегральных схем «Трапеция», «Терек», «Посол», «Тактика» и ряд других. В 1966 году впервые в СССР в институте был получен МОП-транзистор и созданы на его основе приборы и интегральные схемы. К 1968 году предприятие Сергеева выпустило свыше 800 тысяч интегральных схем, внедрённые более чем на сто предприятий СССР и зарубежья, выполнило основополагающие исследования в своей области.
Указом Президиума Верховного Совета СССР от 1971 года за «выдающиеся научные и производственные достижения» Владимир Сергеевич Сергеев был удостоен высокого звания Героя Социалистического Труда с вручением ордена Ленина и медали «Серп и Молот».
Впоследствии в институте Сергеева были освоены ещё многие новейшие на тот момент модели интегральных схем, разработаны и внедрены технологии их создания. Сергеев защитил кандидатскую диссертацию, опубликовал несколько научных работ. В 1977 году Сергеев вышел на пенсию, но продолжал работать в институте в качестве консультанта. Проживал в Зеленограде.
Скончался 21 декабря 1999 года, похоронен на Зеленоградском кладбище.
Лауреат Государственной премии СССР 1973 года. Также был награждён тремя орденами Трудового Красного Знамени и рядом медалей.